# Ludwik III Gonzaga
Ludwik III Gonzaga (wł. Ludovico III Gonzaga; ur. 5 czerwca 1412 r., zm. 11/12 czerwca 1478 r.) – markiz Mantui od 1444 roku z rodu Gonzagów.

## Życiorys
Ludwik był najstarszym synem pana Mantui Jana Franciszka I Gonzagi i Paoli Malatesty. Zdobył wykształcenie w znakomitej szkole w Mantui, która kierował Vittorino da Feltre. Poszedł w ślady ojca, który był dowódcą armii weneckiej i jako kondotier w 1432 r. sam wstąpił na służbę Serenissimy. Nadanie ojcu przez cesarza Zygmunta Luksemburskiego tytułu markiza Mantui pozwoliło na ożenek Ludwika z Barbarą, księżniczką brandenburską z rodu Hohenzollernów. 
W 1436 r. Ludwik przeszedł na służbę księcia Mediolanu Filipa Marii Viscontiego. Nie jest pewne, czy uczynił to za wiedzą ojca, oznaczało to jednak przejście na służbę innego stronnictwa i spowodowało gniew ojca na Ludwika; m.in. cesarz zgodził się na ustanowienie sukcesorem Mantui młodszego brata Ludwika, Karola. Jednak już w 1438 r. także ojciec przeszedł na służbę Viscontich i w 1441 r. pogodził się z synem, który na powrót został wskazany jako jego sukcesor. W tym samym roku skończyła się wojna między Wenecją i Mediolanem, z której Gonzagowie nie wynieśli spodziewanych korzyści. Przeciwnie, zmuszeni zostali do oddania części terytorium.
We wrześniu 1444 r. zmarł Jan Franciszek i Ludwik objął władzę w Mantui. Część terytoriów na zachodzie i północy zgodnie z testamentem ojca przypadła (jako lennikom Ludwika) trzem jego młodszym braciom. Kraj, zniszczony długą wojną, osłabiony podziałem terytorialnym, w początkach władzy nowego markiza znajdował się w trudnej sytuacji. Po porażce Viscontich w 1446 r. Ludwik wstąpił na służbę Florencji. Jednocześnie, pragnąć zapewnić Mantui pokój, zawarł liczne sojusze z jej niewielkimi sąsiadami.
W 1447 zmarł Filip Maria Visconti i w Mediolanie ogłoszono powstanie republiki. Młodszy brat Ludwika, Karol, znalazł się na jej służbie. Zmarł też inny z młodszych braci, co pozwoliło Ludwikowi odzyskać część ojcowizny. W 1449 r. Ludwik ponownie przeszedł na służbę Wenecji, ale już wkrótce podpisał kontrakt z królem Aragonii i Neapolu Alfonsem. Z kolei po przejęciu władzy w Mediolanie przez Franciszka I Sforzę w 1450 r. zawarł układ z nowym księciem mediolańskim. Ten układ okazał się trwalszy od poprzednich. Nie doprowadziła do jego zerwania nawet sprawa młodszego brata Ludwika, Karola, który jako obrońca Republiki Ambrozjańskiej został przez Sforzę uwięziony, a następnie przyłączył się do stronnictwa jemu przeciwnego. W efekcie dwaj bracia walczyli przeciwko sobie w wojnie pomiędzy Wenecją i Mediolanem (Karol zmarł w 1456 r.). 
Pokój w Lodi zawarty w 1454 r. zakończył okres wojen w Italii i zapoczątkował kilkudziesięcioletni okres względnego pokoju. Ludwik III pozostawał sojusznikiem Mediolanu, przez kolejne dwadzieścia lat odnawiając układy ze Sforzami (jedynie w 1466 r. zawarł trzyletni kontrakt z Aragonią, wciąż jednak był ściśle związany ze Sforzami). W 1459 r. papież Pius II zorganizował w Mantui zjazd książąt w celu organizacji nowej wyprawy krzyżowej. Mimo fiaska zjazdu, stanowił on osobisty sukces Ludwika, którego prestiż znacznie wzrósł. Innym owocem zjazdu było zapewnienie synowi Ludwika Franciszkowi (mimo jego młodego wieku) godności kardynała, którą otrzymał w grudniu 1461 r. 
Okres pokoju sprzyjał jednocześnie stabilizacji państwa i źródeł dochodów księcia. W 1466 r. zmarł ostatni z młodszych braci, pozwalając mu na konsolidację księstwa. Ludwik przeprowadził też liczne reformy organizacyjne dotyczące struktur organów władzy. Od końca lat 50. XV w. rozpoczął realizację serii inwestycji w Mantui, przebudowywał także pałac książęcy. Zatrudniał przy tym znakomitych architektów i malarzy. W Mantui pracował m.in. Donatello, a także Andrea Mantegna, który wykonał freski w książęcej komnacie w pałacu (Camera dipinta lub Camera degli Sposi). 
Ludwik planował umocnić swoje więzi ze Sforzami, zaręczając swoją córkę Zuzannę, a następnie Dorotę, z następcą tronu w Mediolanie, Galeazzo Marią Sforzą. Jednak książę Mediolanu, z czasem zyskując perspektywy mariażu z potężniejszymi dworami, doprowadził do zerwania zaręczyn. Ludwik nawiązał jednak silne związki z książętami niemieckimi, żeniąc swego pierworodnego syna Fryderyka I z księżniczką bawarską, a potem wydając córkę Barbarę za księcia wirtemberskiego. 
Na początku 1477 r. Ludwik pojawił się na dworze mediolańskim, umacniając w ten sposób sukcesję po zmarłym niedawno po śmierci Galeazza Marii Sforzy przez jego małoletniego syna. W tym samym roku został uhonorowany przez papieża Sykstusa IV złotą różą, co stanowiło kolejny dowód prestiżu, jaki markiz zyskał w Italii. Zmarł rok później, w czasie panującej w Mantui zarazy, i został pochowany w katedrze w Mantui.

## Rodzina
Ludwik w 1433 r. poślubił Barbarę (1423–1481), córkę margrabiego brandenburskiego Jana Alchemika z rodu Hohenzollernów. Z małżeństwa tego pochodziło ośmioro dzieci:
- Fryderyk I (1441–1484), następca ojca na tronie w Mantui,
- Jan Franciszek (1443–1496/8), hrabia Sabbionetty i Bozzolo,
- Franciszek (1444–1483), kardynał,
- Dorota (1449–1467/8), narzeczona księcia Mediolanu Galeazzo Marii Sforzy,
- Rudolf (1451–1495), pan Castiglione,
- Barbara (1455–1502), żona księcia Wirtembergii Eberharda V (I),
- Ludwik (1458–1511),
- Zuzanna (?–1481),
- Cecylia,
- Paula.

Ludwik miał też co najmniej dwie nieślubne córki, Gabrielę i Katarzynę.